# Beusdael
Beusdael, (en néerlandais : Beusdal), est un hameau de la section de Sippenaeken dans  la commune de Plombières dans la province belge de Liège près de la frontière avec les Pays- Bas. Le château de Beusdael est situé dans ce hameau.

## Histoire
Jusqu'à la disparition du duché de Limbourg, Beusdael appartenait au haut-ban limbourgeois de Montzen. Comme le reste du duché, Beusdael a été inclus dans le département de l'Ourthe créé lors de l'annexion des Pays-Bas méridionaux par la République française en 1795.